# فرودگاه باستیا – پورتا
فرودگاه باستیا – پورتا (به انگلیسی: Bastia – Poretta Airport) یک فرودگاه همگانی با کد یاتا BIA است که در جزیره کرس شمالی کشور فرانسه واقع شده‌است. یک باند فرود دارد و طول باند آن۲۵۲۰ متر و عرض ۴۵ متر و رویه آن آسفالت است. این فرودگاه در شهر باستیا کشور فرانسه قرار دارد و در ارتفاع ۸ متری از سطح دریا واقع شده‌است.

## شرکت‌های هواپیمایی و مقصدهای پروازی
| شرکت‌های هواپیمایی                             | مقصدهای پروازی |
| --------------------------------------------- | --- |
| کورسیکا ایر                                   | لیون-سینت اگزوپری، مارسی پروانس، نیس کوت دازور، اورلی فصلی: بروکسل جنوب شرلروآ، دول–یورا، نانت آتلانتیک, شارل دوگل پاریس، تولن-ایر، لیژ                        |
| ایر فرانس                                     | اورلی |
| ایر فرانس اجرا توسط هاپ!                      | فصلی: بوردو–مریگناک، کلرمون فران اوورن، لیل، لیون-سینت اگزوپری، متز-نانسی-لورن، مونپلیه - مدیترانه، نانت آتلانتیک، رن - سن-ژاک، تولوز-بلانیاک، شارل دوگل پاریس |
| ای‌اس‌ال ایرلاینز فرانسه                        | فصلی: انگادس، شارل دوگل پاریس |
| آتلانتیک ایرویز                               | فصلی: کپنهاگ |
| بریتیش ایرویز                                 | چارتر فصلی: هیترو لندن |
| بی‌ام‌آی رجیونال                                | فصلی: بریستول |
| بروکسل ایرلاینز                               | فصلی: بروکسل |
| Chalair Aviation                              | فصلی: لیموگس - بلگراد, پرپینیان-ریوسالت |
| ایزی‌جت                                        | فصلی: برلین شونفلد، گاتویک، لیون-سینت اگزوپری، منچستر، شارل دوگل پاریس، تولوز-بلانیاک                                                                          |
| easyJet Switzerland                           | فصلی: بازل-مولوز-فرایبورگ اروپا، ژنو |
| یورو وینگز                                    | دوسلدورف، وین |
| یورو وینگز اجرا توسط جرمن‌وینگز                | فصلی: برلین تگل، کلن بن، دوسلدورف، مونیخ، اشتوتگارت |
| فلای‌بی                                        | فصلی: بیرمنگام، ساوت‌همپتون |
| هاپ!                                          | فصلی: آنجرز – لوار، بوردو–مریگناک، روآن |
| لوفت‌هانزا                                     | فصلی: فرانکفورت |
| لوفت‌هانزا رجینال اجرا توسط لوفت‌هانزا سیتی‌لاین | فصلی: مونیخ |
| لوکزایر                                       | فصلی: لوگزامبورگ - فیندل |
| نروجین ایر شاتل                               | فصلی: استکهلم-آرلاندا |
| هواپیمایی اسکاندیناوی                         | فصلی: کپنهاگ, استکهلم-آرلاندا |
| TUI fly Belgium                               | فصلی: بروکسل |
| ولوتی                                         | فصلی: برست برتانی، بوردو–مریگناک، کان–کرپیکه، لیل، نانت آتلانتیک، استراسبورگ، تولوز-بلانیاک                                                                    |
| ویولینگ                                       | فصلی: بارسلونا-ال پرات، رن - سن-ژاک |